# MTV Music 24
MTV Music 24 a fost un post de televiziune din Olanda, care emite muzică. A fost lansat ca TMF6 în 1995, iar în Polonia a fost lansat ca VIVA în 2000. Din 31 decembrie 2011, toate canalele TMF, împreună cu TMF Netherlands, și-au încetat emisia din cauza canalului MTV. În același timp se lansează canalul MTV Music 24. În aprilie 2017 MTV Music 24 si-a schimbat logo-ul aducându-se noi ident-uri, dar a fost din nou rebranduit și în 2019.
În Polonia, VIVA a fost înlocuit de MTV Music din 17 octombrie 2017, dar din 3 martie 2020, a fost înlocuit de MTV Music 24. MTV Music 24 și-a încetat emisia și a fost înlocuit de MTV 90s din 26 mai 2021, iar în Polonia, din 1 iunie 2021, înlocuindu-se de NickMusic.